# Calauischer Kreis
Der Calauische Kreis, auch Calauer Kreis, war ein Kreis in der sächsischen Niederlausitz, der sich im 14./15. Jahrhundert herausbildete und in dieser Form bzw. Zuschnitt bis 1816 existierte. Hauptort des Kreises war die Stadt Calau. Das ehemalige Kreisgebiet ist heute verteilt auf die brandenburgischen Landkreise Dahme-Spreewald, Spree-Neiße und Oberspreewald-Lausitz.

## Lage
Der Calauische Kreis lag im zentralen Teil der Niederlausitz. Westlich schloss sich der Luckauische Kreis, im Norden der Krumspreeische Kreis, im Osten der brandenburgische Cottbusische Kreis und im Süden der Sprembergische Kreis an.

## Geschichte
In der Niederlausitz begann die Herausbildung der Kreise im 14. und 15. Jahrhundert. Sie orientierte sich an der alten Weichbildverfassung, d. h. den Gerichtsbezirken der zur Standschaft berechtigten Städte. So erscheint schon 1336 und 1397 der Begriff Calauer Weichbild. 1411 heißt es dann: Mannen, Ritter und Knechte des Weichbildes Calau. 1449 wurde die sich entwickelnde Verwaltungseinheit Gericht und Pflege Calau genannt. In dieser Verwaltungseinheit schloss sich die Ritterschaft zu einem Verband zusammen. Aufgrund seiner wirtschaftlichen Vorrangstellung und der Tatsache, dass Calau in landesherrlichem Besitz war, wurde Calau Kreisstadt. Im 17. Jahrhundert war die Kreisbildung in der Niederlausitz bereits abgeschlossen. Im Sekundogeniturfürstentum Sachsen-Merseburg, das 1657 in den Besitz der Niederlausitz kam, existierten fünf Kreise: der Gubenische Kreis (Gubenscher Kreis oder Gubener Kreis), der Luckauische Kreis (oder Luckauer Kreis), der Krumspreeische Kreis (oder Lübbener Kreis), der kleine Sprembergische Kreis (oder Spremberger Kreis) und der Calauische Kreis (oder Calauer Kreis).
Im 17. Jahrhundert hatte sich auch schon in den Kreisen jeweils eine Kreisverwaltung herausgebildet, die seit 1634 einen Landesältesten wählte, und seit 1640 Landesdeputierte. In Guben und Luckau wurde je ein Landesältester aus dem Bürgertum gewählt. Nach Römer erhielt im Jahr 1719 ein Landesältester aus dem Ritterstand im Luckauischen, Gubenischen und Calauischen Kreis im Jahr 200 Taler, im Krumspreeischen und Sprembergischen Kreis 260 Taler. Der Landesälteste aus dem Bürgertum der Städte Guben und Luckau erhielt nur 120 Taler.
Im Calauischen Kreis dominierte die Ritterschaft, während die Stadt Calau nur ein kleines Territorium erwerben konnte. Die einzige größere Herrschaft, später Standesherrschaft genannt, war die Herrschaft Lübbenau.
1790 hatte der Calauische Kreis 17.459 Einwohner. Für 1809 gibt Pölitz für den Calauischen Kreis eine Einwohnerzahl von 22.000 an.
Der Calauische Kreis überdauerte die Inbesitznahme der Niederlausitz durch Preußen 1815 nur kurze Zeit. Bereits 1816 fand eine Art Flurbereinigung statt, bei der der vorige Flickenteppich der niederlausitzischen Kreise mit zahlreichen Ex- und Enklaven neuen Flächenkreisen mit jeweils den alten Kreisstädten weichen musste. Der Calauer Kreis wurde mit der Herrschaft Senftenberg vereinigt und erhielt sämtliche Enklaven anderer Kreis in seinem Gebiet, musste aber auch sämtliche Exklaven, die in anderen Kreisen lagen an diese Kreise abgeben.

## Zugehörige Orte
- Altdöbern
- Altnau (1904 in die Stadt Calau eingegliedert, heute ein Wohnplatz der Stadt Calau)
- Belten (1921 nach Vetschau eingemeindet, bewohnter Gemeindeteil von Vetschau)
- Bischdorf, anteilig, anderer Anteil gehörte zum Cottbusischen Kreis
- Boblitz
- Bolschwitz
- Boschwitz, anteilig, anderer Anteil Beeskow-Storkowischer Kreis
- Briesen (bei Vetschau)
- Bronkow
- Buchwäldchen
- Buckow
- Cabel
- Calau, Stadt
- Casel
- Dlugy (1937 Fleißdorf)
- Domsdorf, anteilig, anderer Anteil Cottbusischer Kreis
- Drebkau, Stadt
- Dubrau
- Eisdorf
- Erpitz
- Göritz (bei Reddern)
- Göritz (bei Vetschau)
- Golschow
- Gräbendorf
- Greifenhain
- Groß Beuchow (anteilig zum Calauischen Kreis, ein anderer Anteil gehörte zum Beeskow-Storkowischen Kreis)
- Groß Jauer
- Groß Klessow
- Groß Mehßow
- Gulben (Exklave im Cottbusischen Kreis)
- Hänchen
- Hindenberg
- Jehschen
- Kahnsdorf
- Kausche
- Kemmen
- Kittlitz
- Kleeden
- Klein Beuchow
- Klein Jauer
- Klein Klessow
- Klein Mehßow
- Koschendorf
- Koßwig
- Krimnitz
- Kückebusch
- Kunersdorf
- Laubst
- Lehde
- Leipe
- Lipten
- Lobendorf
- Löschen
- Lübbenau/Spreewald
- Luckaitz
- Lug
- Mallenchen
- Mlode
- Muckwar
- Naundorf
- Nebendorf
- Neudöbern
- Neudorf
- Ogrosen, anteilig, anderer Anteil Sprembergischer Kreis
- Peitzendorf
- Plieskendorf
- Pritzen
- Raddusch
- Ragow
- Reddern
- Redlitz
- Rehnsdorf
- Repten
- Rettchensdorf
- Reuden
- Saadow
- Saßleben
- Schadewitz
- Schöllnitz
- Schönebegk
- Schönfeld
- Seese
- Settinchen
- Siewisch, anteilig, anderer Anteil Cottbusischer Kreis
- Steinitz, anteilig, anderer Anteil Cottbusischer Kreis
- Stennewitz
- Stottoff
- Stradow
- Suschow
- Terpt
- Tornitz
- Vetschau/Spreewald
- Weißag
- Werben (anteilig, Exklave im Cottbusischen Kreis)
- Wormlage
- Wüstenhain
- Zerkwitz
- Zinnitz
- Zwietow

## Landesälteste
- 1637 bis 1643 Otto Heinrich von Stutterheim auf Ogrosen und Bolschwitz, Landesältester des Calauischen Kreises[7][8][9]

Adlige Landesälteste des Kreises Calau:
- 1649–1665 Johann Siegmund zu Lynar, Lübbenau, Landrichter
- 1649/1650 Kaspar von Zabeltitz, Casel
- 1665–1669 Christian von Klitzing(k),[11] Lipten, Obristwachtmeister, † 21. August 1669
- 1669–1692 Hans Hieronymus von Luck, Kausche, † 1692
- 1692–1696 Friedrich Wilhelm von Hoym, Kittlitz, † 1696
- 1697–1716 Christian Heinrich von Knoch, Pritzen, Generalmajor, † 18./28. Januar 1716
- 1716–1720 Siegmund Seyfried von Köckritz, Cunersdorf
- 1721–1756 Christian Ernst von Knoch,[12] Pritzen und Drochow, † 4. Januar 1756
- 1756–1759 Siegmund Ernst von Zschertwitz, Briesen, † 30. April 1759
- 1759–1768 Christian Wilhelm Karl von Stutterheim, Ogrosen, Kammerherr
- 1769–1800 Wilhelm Leopold von Muschwitz, Lipten etc., † 5. Februar 1801
- 1800–1818 Gustav von Thermo, Lipten, seit 1816: preußischer Landrat, † 12. Dezember 1835

## Landesdeputierte
Landesdeputierte des Kreises Calau:
- 1666–1669 Hans Hieronymus von Luck, Kausche[14]
- 1669–1680 Christian Dietrich von Schlieben, Vetschau, † 1680
- 1681–1682 Bertram von Klitzing, Lipten, † 1682
- 1682–1692 Friedrich Wilhelm von Hoym, Kittlitz
- 1692–1698 Kaspar Erdmann von Klitzing(k), Seese
- 1698–1716 Siegmund Seyfried von Köckritz, Kunersdorf
- 1716–1717 Joachim Henning von Seyffertitz,[15] Nebendorf, Hauptmann, † 1736
- 1717–1721 Johann August von Minckwitz, Rehnsdorf
- 1721–1730 Christoph Dietrich von Raschkau,[16] Redlitz und Settinchen, † 1734 in Polen
- 1730–1743 Kaspar Heinrich von Wiedebach, Steinitz
- 1743–1756 Siegmund Ernst von Zschertwitz,[17] Briesen † 1759
- 1756–1760 Karl Heinrich von Berge, Lugk
- 1760–1769 Wilhelm Leopold von Muschwitz, Lipten
- 1769–1786 Moritz Ludwig von Oppen, Kückebusch,[18] † 29. Dezember 1786
- 1787–1792 Gottlob Siegmund von Stutterheim, Terpt, Leutnant, † 30. April 1792
- 1792–1800 Gustav von Thermo, Lipten
- 1801–1815 Andreas von Arenstorff, Drebkau, Obristleutnant[19]
- 1814–1815 Karl Ernst von Mosch, Reuden,[20] Distriktskommissar
- 1816–1831 Karl August von Winckler, Luckaitz, † 5. Mai 1841
- 1832–1862 Wolf August von Stutterheim, Terpt (B),[21] kgl. sächs. Major a. D., kgl. preuß. Major a. D., † 8. Mai 1862